# Франсуа Клюзе
Франсуа́ Клюзе́ (фр. François Cluzet; нар. 21 вересня 1955, Париж, Франція) — французький актор театру і кіно. Лауреат (2007) та неодноразовий номінант премії «Сезар» .

## Біографія
Франсуа Клюзе народився 21 вересня 1955 року у Парижі. Його батько працював у фармацевтичній компанії. Коли Франсуа було вісім років, мати пішла з сім'ї, що стало для хлопчика глибоким психологічним переживанням. Франсуа захоплювався жанром комедії, проводячи вільний час в кінотеатрах. У 1968 році у Франції вийшов спектакль «Людина з Ламанчі» з Жаком Брелем у головній ролі, і це видовище справило грандіозне враження на юного Франсуа Клюзе.
У 17 років Франсуа Клюзе вступив до Ліцею Станіслас (Collège Stanislas), але через півроку залишив навчання, вирішивши присвятити своє життя драматичному мистецтву. Франсуа Клюзе став випускником курсів Симона, Жана-Лорена Коші (фр. Jean — Laurent Cochet) та Жана Перімоні (фр. Jean Périmony). У 1976 році відбувся дебют Клюзі на театрільній сцені у комедійній постановці «Мільйон — не гроші» (у 1982 році у Франції вийшов однойменний фільм Едуара Молінаро).

## Кар'єра
У 1979 році, маючи невеликий досвід роботи в кіно, Клюзе був помічений режисером Діаною Кюрі. Так у 1980 році він з'явився на великому екрані в одній з головних ролей у стрічці «Коктейль Молотова». У тому ж році Клюзі знявся у фільмі «Кінь гордині» у Клода Шаброля, що стало початком довгої співпраці актора та режисера.
1984 рік приніс Франсуа Клюзе дві номінації на «Сезара»: за найкращу чоловічу роль другого плану у фільмі «Убивче літо» та як найперспективнішому актору за роль у фільмі «Хай живе соціальна допомога!», де він зіграв роль шукача пригод з 20-го округу Парижу.
У 1986 році Клюзе знявся у комедії «Асоціація зловмисників» культового французького комедійного режисера Клода Зіді. Особливо вдалим для актора видався 1988 рік: вийшов «Жовтий револьвер», де партнеркою актора стала Сандрін Боннер, «Двоє» з Жераром Депардьє, стрічка «Шоколад» Клер Дені, номінована на «Золоту пальмову гілку» Каннського кінофестивалю, та драма Шаброля «Жіноча справа», де Франсуа грав чоловіка героїні Ізабель Юппер. Остання стрічка отримала міжнародне визнання, була номінована на «Золотий глобус», три «Сезара», а Ізабель Юппер за виконання головної жіночої ролі отримала Кубок Вольпі на Венеційському кінофестивалі. «Жіноча справа» Клода Шаброля став для Франсуа Клюзе важливим фільмом і з особистих причин — на знімальному майданчику він познайомився з Марі Трентіньян, яка на кілька років стала його супутницею життя.
У 1989 році Франсуа Клюзе знову зіграв разом з Жераром Депардьє у фільмі Бертрана Бліє «Занадто красива для тебе».
Одну з найскладніших і найсильніших ролей у своїй фільмографії Клюзе зіграв у Клода Шаброля у фільмі «Пекло» у 1994 році разом з Еммануель Беар. «Висока мода» Роберта Олтмена стала досвідом актора в американському кіно, а через рік потому він з'явився у невеликій ролі в Голлівуді — в знаменитому «Французькому поцілунку» з Мег Райян та Кевіном Клайном.
Кінець 1990-х і початок 2000-х стали важким періодом як у акторській кар'єрі, так і в особистому житті Франсуа Клюзе. Він вже розійшовся з Марі Трентіньян, з якою, втім, залишався у дружніх стосунках аж до її трагічної загибелі. У кіно для актора настав час малозначних ролей у посередніх стрічках, результатом чого стала затяжна депресія та алкоголізм. Актору довелося звернутися за допомогою до фахівців та провести деякий час в реабілітаційному центрі.

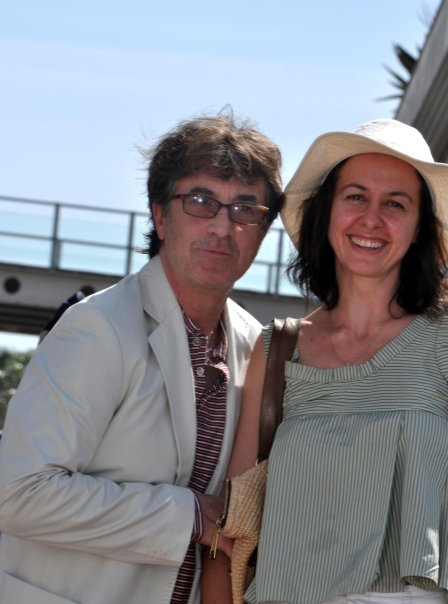
З Валері Боннетон, 2009 рік

Успішним для Франсуа Клюзе став 2006 рік. Актор з'явився у драмі «Чотири зірки», але світову популярність і нагороду «Сезар» йому приніс кримінальний трилер «Не кажи нікому» режисера Гійома Кане. Премія дісталася йому уперше за двадцять років. Після цього Клюзе працював в успішних проектах, серед яких «Париж» (2008) Седріка Клапіша, «Відхожа чарка» (2009) Філіпа Годо, «Маленькі секрети» (2010) Гійома Кане. У фільмі «Відхожа чарка», знятому за автобіографічною книгою Ерве Шабальє, актор зіграв героя з алкогольною залежністю, який проходить курс реабілітації. У роботу Клюзе вклав свій важкий власний досвід, пережитий за кілька років до зйомок.
У 2011 році Франсуа Клюзе разом з актором Омаром Сі став зіркою художньої комедійної драми Олів'є Накаша та Еріка Толедано «1+1». Фільм мав значний успіх у глядачів по всьому світу. Лише у Франції фільм подивилося 19,4 мільйона глядачів. Ці показники зробили «1+1» другим за прибутковістю французьким фільмом у своїй країні (на першому — «Лашкаво прошимо» (2008) з 20,4 мільйонами глядачів).
У 2014 році Франсуа Клюзе було обрано президентом 39-ї церемонії премії Сезар, що проходила у Парижі 28 лютого 2014.

## Особисте життя
Франсуа Клюзе має чотирьох дітей. У 1984 році народилася його донька Бланш, а через 10 років французька акторка Марі Трентіньян народила від нього сина Пола. Потім у Франсуа Клюзе був тривалий роман з комедійною акторкою Валері Боннетон, з якою вони виростили двох дітей: Джозефа (нар. 2001) та Маргарет (нар. 2006). 5 липня 2011 Франсуа Клюзе офіційно оформив свої стосунки з Наржисс Фалькоз, марокканкою за походженням, колишньою прес-аташе готелю Carlton в Каннах.

## Фільмографія (вибіркова)
| Рік  | Українська назва                  | Оригінальна назва           | Роль                                 |
| ---- | --------------------------------- | --------------------------- | ------------------------------------ |
| 1980 | Коктейль Молотова                 | Cocktail Molotov            | Бруно                                |
| 1980 | Кінь гордині                      | Le Cheval d'orgueil         | П'єр Ален, батько                    |
| 1982 | Примари капелюшника               | Les Fantômes du chapelier   | Жанте                                |
| 1983 | Між нами                          | Coup de foudre              | військовий                           |
| 1983 | Убивче літо                       | L'été meurtrier             | Міккі                                |
| 1983 | Хай живе соціальна допомога!      | Vive la sociale !           | Моріс                                |
| 1986 | Близько півночі (Опівнічний джаз) | Autour de minuit            | Френсіс Борлер                       |
| 1986 | Вулиця відправлення               | Rue du départ               | Поль Тріана                          |
| 1987 | Асоціація зловмисників            | Association de malfaiteurs  | Тьєррі                               |
| 1988 | Шоколад                           | Chocolat                    | Марк Даленс                          |
| 1989 | Форс мажор                        | Force majeure               | Даніель                              |
| 1988 | Жіноча справа                     | Une affaire de femmes       | Поль                                 |
| 1989 | Двоє                              | Deux                        | Луї                                  |
| 1989 | Занадто красива для тебе          | Trop Belle Pour Toi         | Паскаль Шевассу                      |
| 1989 | Французька революція              | La Révolution française     | Каміль Демулен                       |
| 1993 | Інстинкт ангела                   | L'Instinct de l'ange        | Ернест Девріне                       |
| 1994 | Пекло                             | L'Enfer                     | Поль Прієр                           |
| 1994 | Висока мода                       | Prêt-à-Porter               | асистент Ніни                        |
| 1995 | Французький поцілунок             | French Kiss                 | Боб                                  |
| 1995 | Гусар на даху                     | Le Hussard sur le toit      | лікар                                |
| 1995 | Учні                              | Les apprentis               | Антуан                               |
| 1996 | Діти мерзотника                   | Enfants de salaud           | Сандро                               |
| 1997 | Переїзд                           | Le Déménagement             | Клод                                 |
| 1997 | Ставки зроблено                   | Rien ne va plus             | Моріс Б'яджіні                       |
| 1997 | Мовчання Рака                     | Le silence de Rak           |                                      |
| 1998 | Дорога вільна                     | La voie est libre           | Жуль                                 |
| 1998 | Кінець серпня, початок вересня    | Fin août, début septembre   | Адріан                               |
| 2002 | Суперник                          | L'Adversaire                | Люк                                  |
| 2002 | Бутик                             | France boutique             | Олів'є Местраль                      |
| 2003 | Хто грохнув Памелу?               | Mais qui a tué Pamela Rose? | Гібсон                               |
| 2003 | Дженіс і Джон                     | Janis et John               | Волтер Кінгкейт                      |
| 2005 | Чотири зірки                      | Quatre étoiles              | Рене                                 |
| 2006 | Не кажи нікому                    | Ne le dis à personne        | Александр Бек                        |
| 2007 | Моє місце під сонцем              | Ma place au soleil          | Пол                                  |
| 2007 | Майже правда                      | La vérité ou presque        | Марк                                 |
| 2007 | Воно того не кварте               | Détrompez-vous              | Ліонель                              |
| 2008 | Кровні зв'язки                    | Les Liens du sang           | Габріель                             |
| 2008 | Париж                             | Paris                       | Філіп                                |
| 2009 | Спочатку                          | À l'origine                 | Філіп Міллер / Поль                  |
| 2009 | Відхожа чарка                     | Le Dernier pour la route    | Ерве Шабальє                         |
| 2009 | Білий як сніг                     | Blanc comme neige           | Максім                               |
| 2010 | Маленькі секрети                  | Les petits mouchoirs        | Макс Сантара                         |
| 2011 | Мистецтво кохати                  | L'Art d'aimer               | Ахілл                                |
| 2011 | Монстр у Парижі                   | Un monstre à Paris          | комісар поліції Мейнот (озвучування) |
| 2011 | Недоторканні                      | Intouchables                | Філіп                                |
| 2012 | Не входити, ми не одягнені        | Do not disturb              | Джеф                                 |
| 2013 | 11.6                              | 11.6                        | Тоні Мусулін                         |
| 2013 | Одинак                            | En solitaire                | Ян Кермадек                          |
| 2014 | Одна зустріч                      | Une rencontre               |                                      |
| 2015 | Цей незручний момент              | Un moment d'égarement       | Антуан                               |
| 2017 | Сільський лікар                   | Médecin de campagne         | Жан-П'єр Вернер                      |

## Визнання
| Рік                                  | Категорія                           | Фільм                        | Результат |
| ------------------------------------ | ----------------------------------- | ---------------------------- | --------- |
| Премія «Сезар»                       |                                     |                              |           |
| 1984                                 | Найперспективніший актор            | Хай живе соціальна допомога! | Номінація |
| 1984                                 | Найкращий актор другого плану       | Убивче літо                  | Номінація |
| 1990                                 | Найкращий актор другого плану       | Форс мажор                   | Номінація |
| 1996                                 | Найкращий актор                     | Учні                         | Номінація |
| 2003                                 | Найкращий актор другого плану       | Суперник                     | Номінація |
| 2007                                 | Найкращий актор                     | Не кажи нікому               | Перемога  |
| 2007                                 | Найкращий актор другого плану       | Чотири зірки                 | Номінація |
| 2010                                 | Найкращий актор                     | Спочатку                     | Номінація |
| 2010                                 | Найкращий актор                     | Відхожа чарка                | Номінація |
| 2012                                 | Найкращий актор                     | 1+1                          | Номінація |
| 2017                                 | Найкращий актор                     | Сільський лікар              | Номінація |
| Приз Жана Габена                     |                                     |                              |           |
| 1984                                 |                                     |                              | Перемога  |
| Паризький кінофестиваль              |                                     |                              |           |
| 1996                                 | Найкращий актор                     | Мовчання Рака                | Перемога  |
| Премія Люм'єра                       |                                     |                              |           |
| 2007                                 | Найкращий актор                     | Не кажи нікому               | Номінація |
| Кришталевий глобус                   |                                     |                              |           |
| 2007                                 | Найкращий актор                     | Не кажи нікому               | Перемога  |
| Золота зірка кіно                    |                                     |                              |           |
| 2007                                 | Найкращий актор                     | Не кажи нікому               | Перемога  |
| 2010                                 | Найкращий актор                     | Спочатку                     | Перемога  |
| Токійський міжнародний кінофестиваль |                                     |                              |           |
| 2011                                 | Найкращий актор (разом з Омаром Сі) | 1+1                          | Перемога  |
| Премія Європейської кіноакадемії     |                                     |                              |           |
| 2012                                 | Найкращий актор (разом з Омаром Сі) | 1+1                          | Номінація |